# Satellite Awards 1998

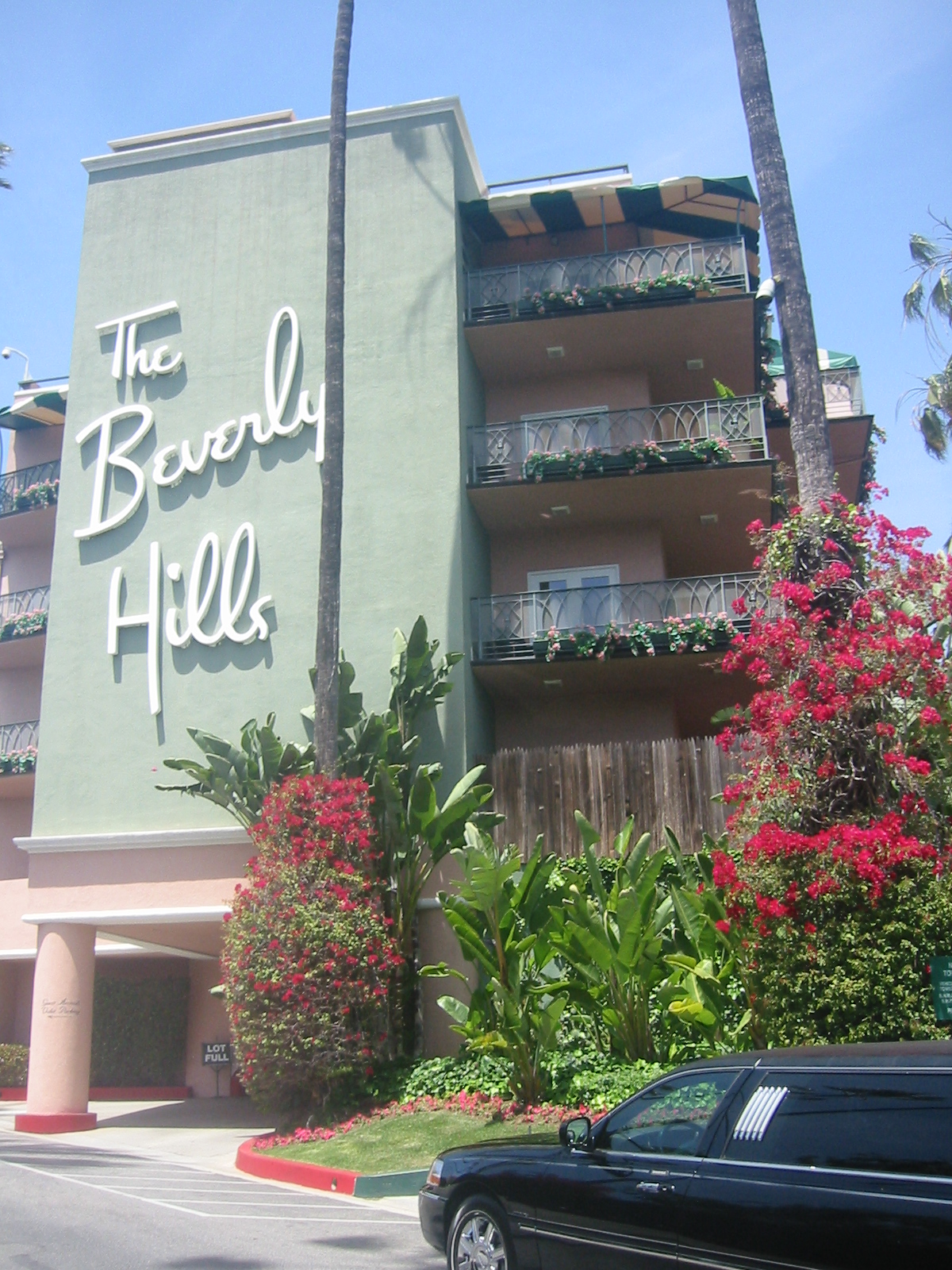
Beverly Hills Hotel

 Die 3. Verleihung der US-amerikanischen Satellite Awards, welche die International Press Academy (IPA) jedes Jahr in verschiedenen Film- und Medienkategorien vergibt, fand am Mittwoch, den 17. Februar 1999, im Beverly Hills Hotel in Beverly Hills statt. Bei den 3. Satellite Awards wurden Filme und Serien des Jahres 1998 geehrt.

## Gewinner und Nominierte im Bereich Film
| Film                                      | N  | A |
| ----------------------------------------- | -- | - |
| Pleasantville – Zu schön, um wahr zu sein | 10 | 2 |
| Menschenkind                              | 8  | 1 |
| Shakespeare in Love                       | 8  | 1 |
| Der Soldat James Ryan                     | 8  | 1 |
| Der schmale Grat                          | 6  | 4 |
| Elizabeth                                 | 5  | 2 |
| Little Voice                              | 5  | 0 |
| Gods and Monsters                         | 4  | 1 |
| American History X                        | 3  | 1 |
| Lang lebe Ned Devine!                     | 3  | 1 |
| The Big Lebowski                          | 3  | 0 |
| e-m@il für Dich                           | 3  | 0 |
| Der General                               | 3  | 0 |

### Bester Film (Drama)
Der schmale Grat 
- Elizabeth
- Der General
- Gods and Monsters
- Der Soldat James Ryan

### Bester Film (Komödie/Musical)
Shakespeare in Love 
- Little Voice
- Pleasantville – Zu schön, um wahr zu sein
- Lang lebe Ned Devine!
- e-m@il für Dich

### Bester Hauptdarsteller (Drama)
Edward Norton – American History X 
Stephen Fry – Oscar Wilde
Brendan Gleeson – Der General
Derek Jacobi – Love Is the Devil (Love Is the Devil: Study for a Portrait of Francis Bacon)
Nick Nolte – Der Gejagte
Ian McKellen – Gods and Monsters

### Beste Hauptdarstellerin (Drama)
Cate Blanchett – Elizabeth 
Helena Bonham Carter – Vom Fliegen und anderen Träumen
Fernanda Montenegro – Central Station
Susan Sarandon – Seite an Seite
Meryl Streep – Familiensache
Emily Watson – Hilary & Jackie

### Bester Hauptdarsteller (Komödie/Musical)
Ian Bannen – Lang lebe Ned Devine! 
Warren Beatty – Bulworth
Jeff Bridges – The Big Lebowski
Michael Caine – Little Voice
David Kelly – Lang lebe Ned Devine!
Robin Williams – Patch Adams

### Beste Hauptdarstellerin (Komödie/Musical)
Christina Ricci – The Opposite of Sex – Das Gegenteil von Sex 
Jane Horrocks – Little Voice
Holly Hunter – Wachgeküßt
Gwyneth Paltrow – Shakespeare in Love
Meg Ryan – e-m@il für Dich

### Bester Nebendarsteller (Drama)
Donald Sutherland – Grenzenlos 
Robert Duvall – Zivilprozess
Jason Patric – Männer, Frauen und die Wahrheit über Sex
Tom Sizemore – Der Soldat James Ryan
Billy Bob Thornton – Ein einfacher Plan

### Beste Nebendarstellerin (Drama)
Kimberly Elise – Menschenkind 
Kathy Burke – Tanz in die Freiheit
Beverly D’Angelo – American History X
Thandie Newton – Menschenkind
Lynn Redgrave – Gods and Monsters

### Bester Nebendarsteller (Komödie/Musical)
Bill Murray – Rushmore 
Jeff Daniels – Pleasantville – Zu schön, um wahr zu sein
John Goodman – The Big Lebowski
Bill Nighy – Still Crazy
Geoffrey Rush – Shakespeare in Love

### Beste Nebendarstellerin (Komödie/Musical)
Joan Allen – Pleasantville – Zu schön, um wahr zu sein 
Kathy Bates – Mit aller Macht
Brenda Blethyn – Little Voice
Julianne Moore – The Big Lebowski
Joan Plowright – Dance with Me

### Bester Dokumentarfilm
Ayn Rand: A Sense of Life 
- The Cruise
- Die Farm
- Kurt & Courtney
- Leben am Rande der Stadt

### Bester fremdsprachiger Film
Central Station (Central do Brasil), Brasilien
- Das Fest (Festen), Dänemark
- Das Leben ist schön (La vita è bella), Italien
- Nur Wolken bewegen die Sterne (Bare skyer beveger stjernene), Norwegen
- Trennung (La séparation), Frankreich

### Bester Film (Animationsfilm oder Real-/Animationsfilm)
Das große Krabbeln 
- Antz
- Mulan
- Der Prinz von Ägypten
- Rugrats – Der Film

### Beste Regie
Terrence Malick – Der schmale Grat 
John Boorman – Der General
Shekhar Kapur – Elizabeth
Gary Ross – Pleasantville – Zu schön, um wahr zu sein
Steven Spielberg – Der Soldat James Ryan

### Bestes adaptiertes Drehbuch
Gods and Monsters – Bill Condon
- Menschenkind – Adam Brooks, Akosua Busia und Richard LaGravenese
- Hilary & Jackie – Frank Cottrell Boyce
- Little Voice – Mark Herman
- Der schmale Grat – Terrence Malick

### Bestes Originaldrehbuch
Pleasantville – Zu schön, um wahr zu sein – Gary Ross
- American History X – David McKenna
- Central Station – Marcos Bernstein und João Emanuel Carneiro
- Der Soldat James Ryan – Robert Rodat
- Shakespeare in Love – Marc Norman und Tom Stoppard

### Beste Filmmusik
Der schmale Grat – Hans Zimmer
- Menschenkind – Rachel Portman
- Stadt der Engel – Gabriel Yared
- Pleasantville – Zu schön, um wahr zu sein – Randy Newman
- Der Soldat James Ryan – John Williams

### Bester Filmsong
I Don’t Want to Miss a Thing von Diane Warren – Armageddon 
- Anyone at All – e-m@il für Dich
- The Flame Still Burns – Still Crazy
- That’ll Do – Schweinchen Babe in der großen Stadt
- When You Believe – Der Prinz von Ägypten

### Beste Kamera
Der schmale Grat – John Toll
- Menschenkind
- Pleasantville – Zu schön, um wahr zu sein
- Der Soldat James Ryan
- Shakespeare in Love

### Beste Visuelle Effekte
Hinter dem Horizont – Ellen Somers
- Armageddon – Das jüngste Gericht
- Schweinchen Babe in der großen Stadt
- Der Soldat James Ryan
- Star Trek: Der Aufstand

### Bester Filmschnitt
Der Soldat James Ryan – Michael Kahn
- Menschenkind
- Pleasantville – Zu schön, um wahr zu sein
- Shakespeare in Love
- Der schmale Grat

### Bestes Szenenbild
Die Truman Show – Dennis Gassner
- Menschenkind
- Elizabeth
- Pleasantville – Zu schön, um wahr zu sein
- Shakespeare in Love

### Bestes Kostümdesign
Elizabeth – Alexandra Byrne
- Menschenkind
- Auf immer und ewig
- Pleasantville – Zu schön, um wahr zu sein
- Shakespeare in Love

## Gewinner und Nominierte im Bereich Fernsehen
| Serie                       | N | A |
| --------------------------- | - | - |
| From the Earth to the Moon  | 4 | 3 |
| Oz – Hölle hinter Gittern   | 3 | 2 |
| Gia – Preis der Schönheit   | 3 | 1 |
| Mehr Stadtgeschichten       | 3 | 0 |
| New York Cops – NYPD Blue   | 3 | 0 |
| Pretender                   | 3 | 0 |
| Thanks of a Grateful Nation | 3 | 0 |
| Verrückt nach dir           | 3 | 0 |

### Beste Fernsehserie (Drama)
Oz – Hölle hinter Gittern 
- Emergency Room – Die Notaufnahme
- New York Cops – NYPD Blue
- Pretender
- Akte X – Die unheimlichen Fälle des FBI

### Beste Fernsehserie (Komödie/Musical)
Ellen 
- Hinterm Mond gleich links
- Frasier
- Verrückt nach dir
- Susan

### Beste Miniserie oder bester Fernsehfilm
From the Earth to the Moon 
- A Bright Shining Lie – Die Hölle Vietnams
- Gia – Preis der Schönheit
- Mehr Stadtgeschichten
- Thanks of a Grateful Nation

### Bester Darsteller in einer Serie (Drama)
Ernie Hudson – Oz – Hölle hinter Gittern 
George Clooney – Emergency Room – Die Notaufnahme
Dylan McDermott – Practice – Die Anwälte
Jimmy Smits – New York Cops – NYPD Blue
Michael T. Weiss – Pretender

### Beste Darstellerin in einer Serie (Drama)
Jeri Ryan – Star Trek: Raumschiff Voyager 
Gillian Anderson – Akte X – Die unheimlichen Fälle des FBI
Sharon Lawrence – New York Cops – NYPD Blue
Rita Moreno – Oz – Hölle hinter Gittern
Andrea Parker – Pretender

### Bester Darsteller in einer Serie (Komödie/Musical)
Drew Carey – Drew Carey Show 
Michael J. Fox – Chaos City
Kelsey Grammer – Frasier
John Lithgow – Hinterm Mond gleich links
Paul Reiser – Verrückt nach dir

### Beste Darstellerin in einer Serie (Komödie/Musical)
Ellen DeGeneres – Ellen 
Calista Flockhart – Ally McBeal
Helen Hunt – Verrückt nach dir
Phylicia Rashad – Cosby
Brooke Shields – Susan

### Bester Darsteller in einer Miniserie oder einem Fernsehfilm
Delroy Lindo – Ruhm und Ehre 
Cary Elwes – The Pentagon Wars
Laurence Fishburne – Mit dem Rücken an der Wand
Kevin Pollak – From the Earth to the Moon
Patrick Stewart – Moby Dick

### Beste Darstellerin in einer Miniserie oder einem Fernsehfilm
Angelina Jolie – Gia – Preis der Schönheit 
Olympia Dukakis – Mehr Stadtgeschichten
Mia Farrow – Stille Helden
Barbara Hershey – The Staircase: Tod auf der Treppe
Jennifer Jason Leigh – Thanks of a Grateful Nation

### Bester Nebendarsteller
David Clennon – From the Earth to the Moon 
Brian Dennehy – Thanks of a Grateful Nation
Lance Henriksen – The Day Lincoln Was Shot
Martin Short – Merlin
Daniel Williams – Mit dem Rücken an der Wand

### Beste Nebendarstellerin
Rita Wilson – From the Earth to the Moon 
Jackie Burroughs – Mehr Stadtgeschichten
Faye Dunaway – Gia – Preis der Schönheit
Shirley Knight – The Wedding
Amy Madigan – A Bright Shining Lie – Die Hölle Vietnams